# Ville Haute
Ville Haute (en luxemburguès: Uewerstad) és un dels 24 barris de la ciutat de Luxemburg. El 2014 tenia 3.312 habitants.
Està situat al centre de la ciutat. És per tant el centre històric de la ciutat, que va ser declarat Patrimoni de la Humanitat per la UNESCO el 1994.
El barri consta de llocs, edificis i monuments prestigiosos, com la Plaça de Guillem II, la Plaça d'Armes, la catedral de Nôtre Dame de Luxemburg i el Palau Gran Ducal.